# Miszla
Miszla è un comune dell'Ungheria centro-meridionale di 347 abitanti (dati 2001). È situato nella contea di Tolna.